# واسا
واسا (به لاتین: Vaasa) یک شهر و شهرداری در فنلاند است که در اوستروبوتنیا واقع شده‌است.

## خصوصیات
واسا ۶۶٫۶۵ کیلومترمربع مساحت و ۶۵٬۴۱۴ نفر جمعیت دارد.

### مهاجرت
تا تاریخ ۲۰۲۴، ۹۹۶۷ نفر با پیشینه خارجی در واسا زندگی می‌کردند که ۱۴٪ از جمعیت را تشکیل می‌داد. تعداد ساکنانی که در خارج از کشور متولد شده‌اند ۹۸۷۵ نفر یا ۱۴٪ از جمعیت بوده است. تعداد افراد با تابعیت خارجی که در واسا زندگی می‌کنند ۷۱۷۹ نفر بوده است. بیشتر شهروندان متولد خارج از کشور از سوئد، اتحاد جماهیر شوروی سابق، اوکراین، بنگلادش و ویتنام آمده‌اند.
سهم نسبی مهاجران در جمعیت واسا بالاتر از میانگین ملی است. علاوه بر این، ساکنان جدید شهر به طور فزاینده‌ای اصالت خارجی دارند. این امر نسبت ساکنان خارجی را در سال‌های آینده افزایش خواهد داد.
| جمعیت بر اساس کشور محل تولد (۲۰۲۴) |        |      |
| ملیت                               | جمعیت  | %    |
| فنلاند                             | ۶۰٬۴۸۶ | ۸۶٫۰ |
| سوئد                               | ۸۰۰    | ۱٫۱  |
| اتحاد جماهیر شوروی                 | ۷۲۵    | ۱٫۰  |
| اوکراین                            | ۴۹۱    | ۰٫۷  |
| بنگلادش                            | ۴۵۲    | ۰٫۶  |
| ویتنام                             | ۳۹۵    | ۰٫۶  |
| ایران                              | ۳۵۲    | ۰٫۵  |
| نپال                               | ۳۵۲    | ۰٫۵  |
| عراق                               | ۳۴۶    | ۰٫۵  |
| هند                                | ۳۴۴    | ۰٫۵  |
| فیلیپین                            | ۳۳۱    | ۰٫۵  |
| کشورهای دیگر                       | ۵٬۲۸۷  | ۷٫۵  |

## آموزش

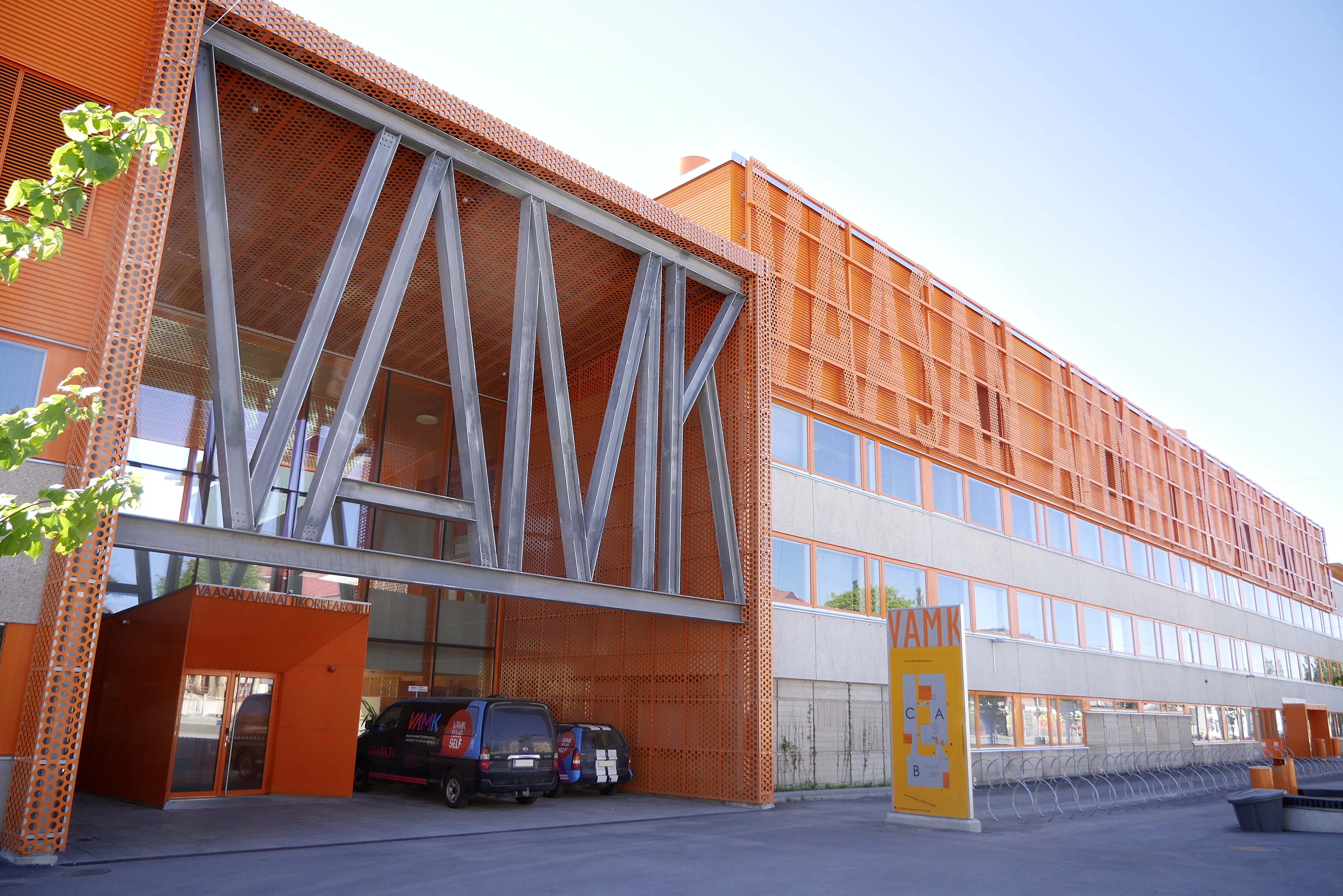
دانشگاه علوم کاربردی واسا

واسا سه دانشگاه دارد. بزرگترین آنها دانشگاه واسا است که در همسایگی پالوساری واقع شده است. پالوساری شبه جزیره‌ای در نزدیکی مرکز واسا است که توسط پل‌هایی به آن متصل می‌شود. دو دانشگاه دیگر عبارتند از دانشگاه ابو آکادمی (به سوئدی: Åbo Akademi)، با دفتر مرکزی در تورکو، و دانشکده اقتصاد هانکن، با دفتر مرکزی در هلسینکی. دیگر دانشگاه واسا مدرسه تربیت معلم فنلاندی-سوئدی اونینگز اسکولای واسا (به سوئدی: Vasa övningsskola (VÖS))، بخشی از دانشگاه اُبو آکادمی است. دانشگاه هلسینکی همچنین یک واحد کوچک تخصصی در مطالعات حقوق، در مرکز شهر دارد.
واسا همچنین دارای دو دانشگاه علوم کاربردی است: دانشگاه علوم کاربردی واسا (که قبلاً پلی‌تکنیک واسا نام داشت) و دانشگاه علوم کاربردی نوویا (که قبلاً دانشگاه علوم کاربردی سوئد نام داشت).
این شهر حدود ۱۳۰۰۰ دانشجوی دانشگاهی و حدود ۴۰۰۰ دانشجوی هنرستان فنی و حرفه‌ای دارد.

## خواهرخوانده
شهرهای هلسینگور، هارستاد، کیل، شورین، پارنو، شومپرک و اومئو خواهرخوانده‌های واسا هستند.

## نگارخانه

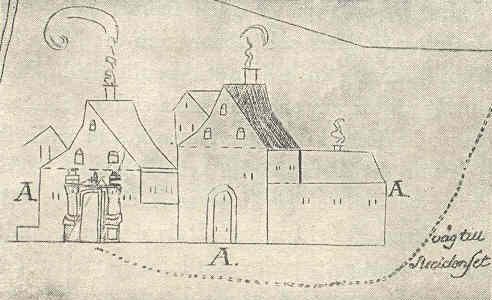
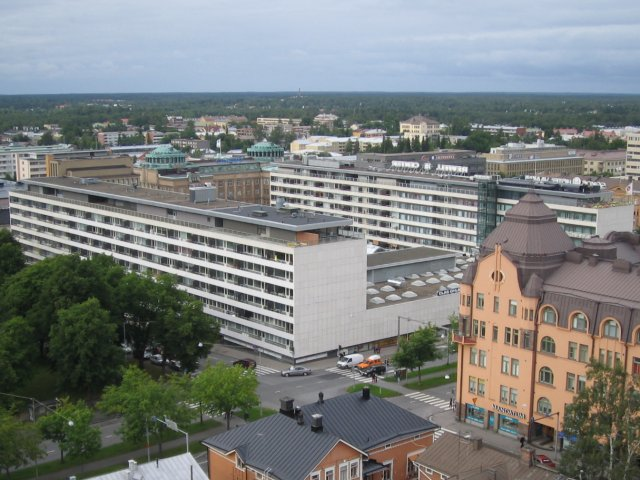
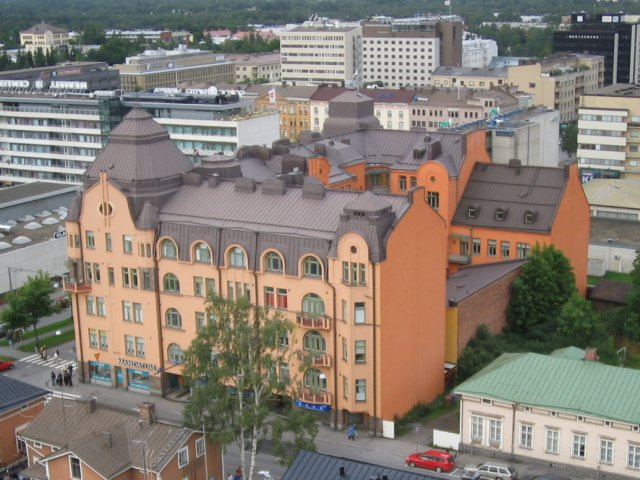
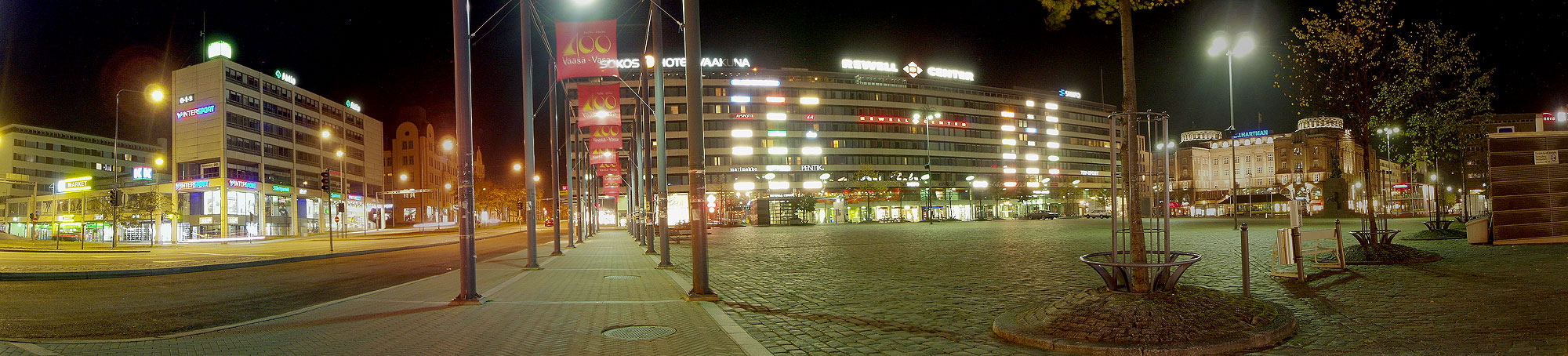
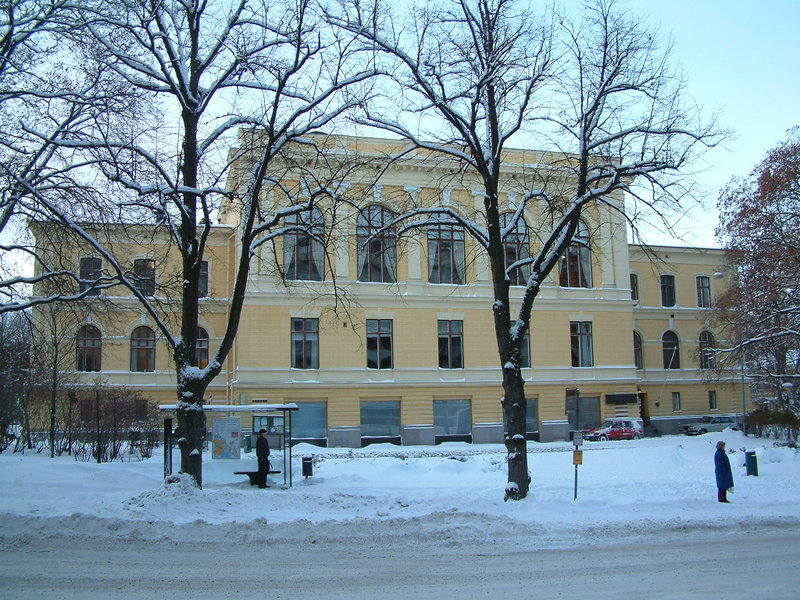
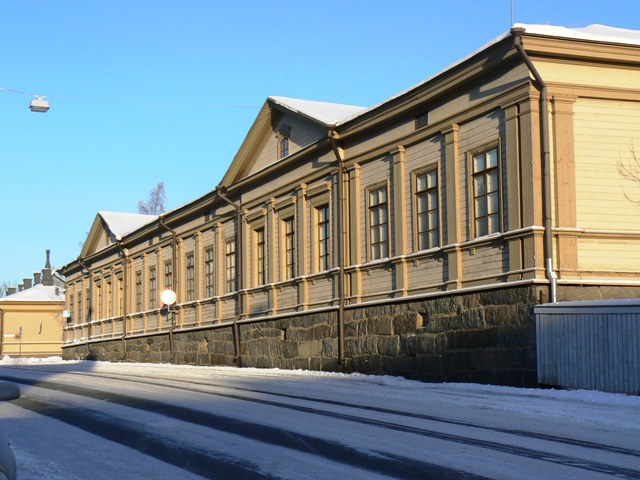
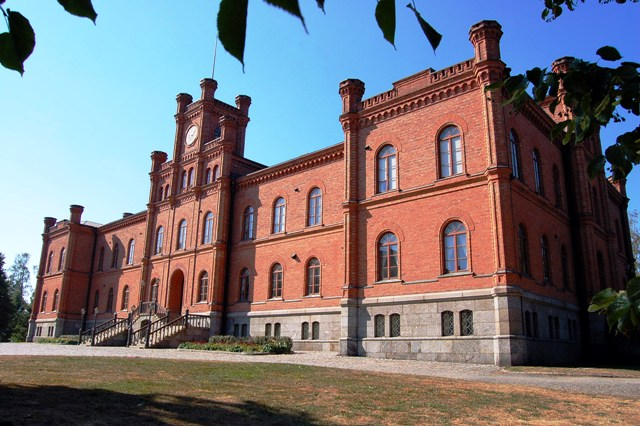
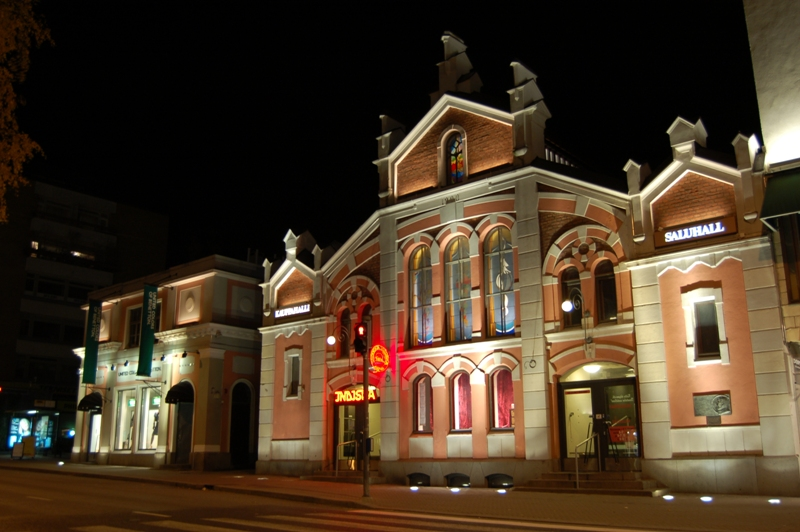
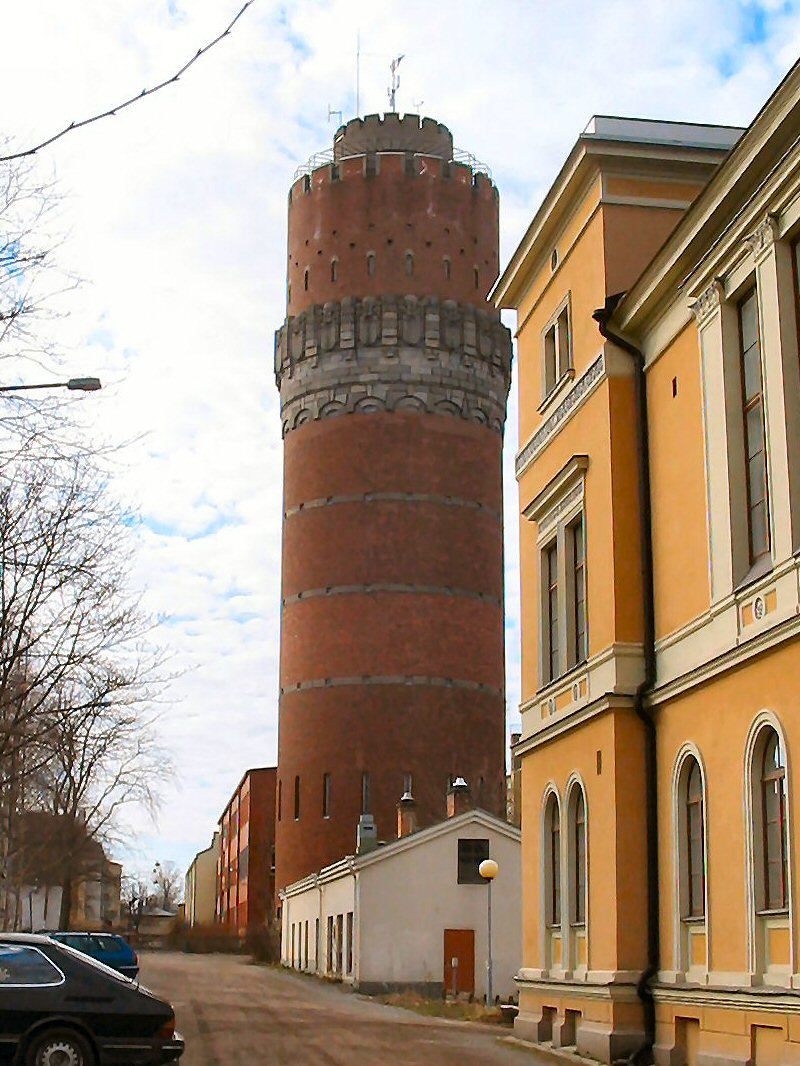
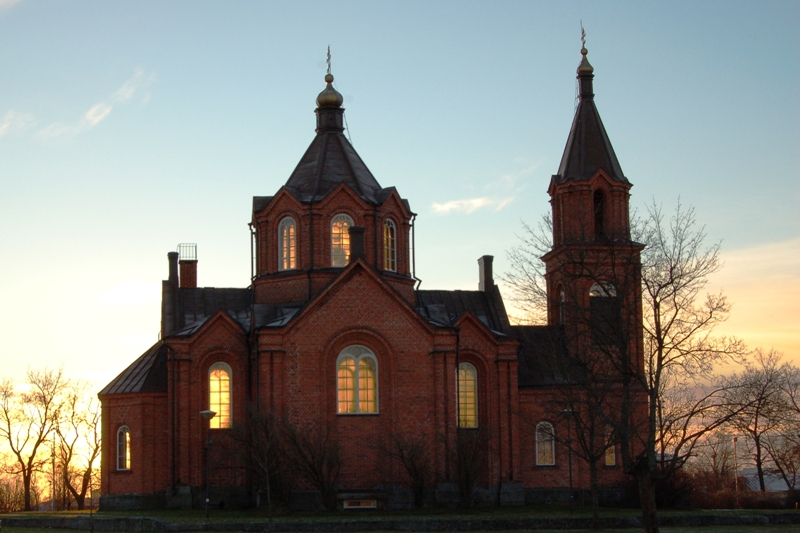
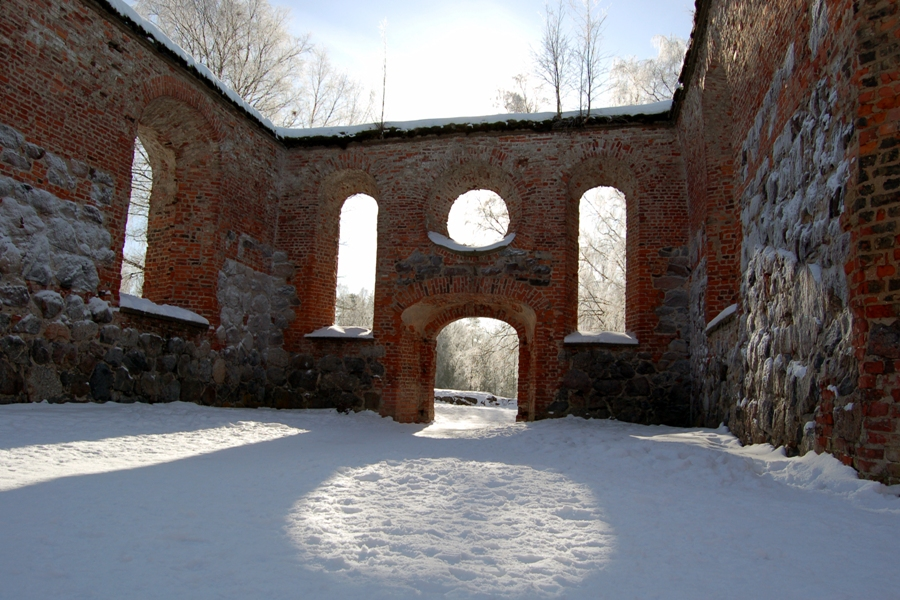
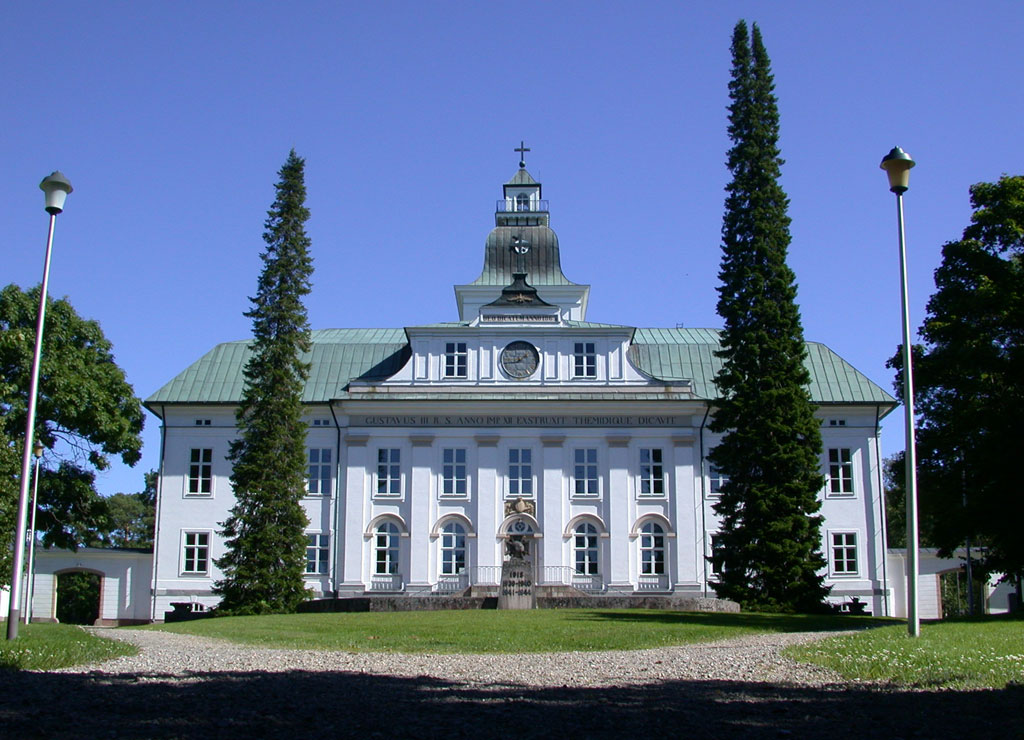